# Andriej Drukart
Andriej Iwanowicz Drukart (ros. Андрей Иванович Друкарт; ur. 20 paź.?/1 listopada 1822 w Mścisławiu, zm. 5?/17 czerwca 1874 w Siedlcach) – działacz państwowy Imperium Rosyjskiego, pierwszy wicegubernator guberni siedleckiej.

## Życiorys
Andriej Iwanowicz Drukart urodził się 20 października 1822 roku w Mścisławiu w prawosławnej urzędniczej rodzinie, posiadającej 1/3 włóki ziemi w guberni mohylewskiej. Jego ojcem był prokurator w powiecie bychowskim i sekretarz magistratu w Mścisławiu. Andriej ukończył Gimnazjum Gubernialne w Mohylewie.
Karierę urzędniczą rozpoczął w Kancelarii Gubernatora Mohylewskiego 5 lipca 1843 roku, jako urzędnik do pisma. Od 16 maja 1845 roku zajmował podobne stanowisko w guberni kijowskiej. W 1846 roku otrzymał awans na stanowisko młodszego pomocnika zarządzającego kancelarią (18 czerwca) i swoją pierwszą rangę cywilną – registratora kolegialnego (28 października). W wyniku kolejnego awansu został tam 17 czerwca 1849 roku młodszym urzędnikiem do specjalnych poleceń przy gubernatorze Iwanie Fundukleju. Funkcję tę pełnił cztery lata, do 12 listopada 1853 roku, kiedy to złożył dymisję, motywując ją złym stanem zdrowia.
Do służby cywilnej powrócił 26 września 1854 roku, tym razem w kancelarii kijowskiego generał-gubernatora. Od 31 października był tam sekretarzem działu sądowego, zaś po czterech latach służby (31 grudnia 1858 roku) awansował na urzędnika do specjalnych poleceń do spraw szczególnej wagi. W trakcie służby otrzymywał również kolejne podwyższenia rangi cywilnej, wynikające z wysługi lat: sekretarza gubernialnego (XII ranga cywilna) 1 lipca 1851 roku, sekretarza kolegialnego (X) 5 lipca 1855 roku, radcy tytularnego (IX) 29 czerwca 1857 roku, asesora kolegialnego (VIII) 30 listopada 1860 roku i radcy nadwornego (VII) 10 maja 1855 roku.
28 kwietnia 1866 roku został przeniesiony do Królestwa Polskiego. Początkowo pracował w Komisji Rządowej Spraw Wewnętrznych i Duchownych, zaś od 8 grudnia organizował w Siedlcach funkcjonowanie nowej guberni. Od 27 września 1867 roku był w niej oficjalnie wicegubernatorem, chociaż obowiązki pełnił już od 1 stycznia. W tym czasie, między 5 a 15 sierpnia, pacyfikował w Łomazach protesty miejscowych unitów przeciwko wprowadzanym odgórnie zmianom w liturgii, poprzedzającym likwidację unickiej diecezji chełmskiej i przymusowe włączenie wiernych do Cerkwi prawosławnej. W momencie objęcia stanowiska nie posiadał jeszcze przewidzianej dla wicegubernatora V rangi. Awans na VI rangę – radcy kolegialnego – uzyskał zgodnie ze starszeństwem 7 listopada 1869 roku, zaś na radcę stanu, za wyróżnienia, został awansowany w trybie przyśpieszonym 16 lutego 1871 roku. Według raportu miejscowej żandarmerii Drukart dzięki swoim dokładności i doświadczeniu wnosił pozytywny wkład w zarządzaniu gubernią siedlecką, był w niej szanowanym urzędnikiem.
Drukart zacieśnił swój związek z gubernią siedlecką również ekonomicznie – w powiecie węgrowskim nabył majątek o rozmiarze 84 mórg i 113 prętów, należący wcześniej do Kościoła katolickiego.
Andriej Drukart zmarł w wyniku gruźlicy 5 czerwca 1874 roku. Pochowano go na siedleckim cmentarzu. Na wakujące stanowisko powołano 2 sierpnia Aleksandra Pietrowa.
Nikołaj Leskow podkreślał dużą rolę prawosławia w życiu i polityce Drukarta.

## Rodzina
Był synem Iwana Siemionowicza Drukarta i Jewdokiji Nikiforowej. Miał cztery siostry. Ożenił się z Tatianą Nikołajewną, wdową po poruczniku Markowiczu, która wniosła do małżeństwa połowę wsi Turiec, leżącej w powiecie sośnickim, w guberni czernihowskiej. Mieli piątkę dzieci. Jego relacje rodzinne przedstawia poniższa tablica pokrewieństwa.
|                            |                            |                            |                            |                            |                            |                           |                           |                             |                             |                             |                             |                             |                             |                                 |                                 | Iwan Siemonowicz Drukart (1792–po 1842) | Iwan Siemonowicz Drukart (1792–po 1842) | Iwan Siemonowicz Drukart (1792–po 1842) | Iwan Siemonowicz Drukart (1792–po 1842) | Iwan Siemonowicz Drukart (1792–po 1842) | Iwan Siemonowicz Drukart (1792–po 1842) |                                |                                |                                |                                |                                |                                | Jewdokija Nikiforowa (przed 1805–po 1845) | Jewdokija Nikiforowa (przed 1805–po 1845) | Jewdokija Nikiforowa (przed 1805–po 1845) | Jewdokija Nikiforowa (przed 1805–po 1845) | Jewdokija Nikiforowa (przed 1805–po 1845) | Jewdokija Nikiforowa (przed 1805–po 1845) |                           |                           |                              |                              |                                   |                                   |                                   |                                   |                                   |                                   |                        |                        |                        |                        |                        |                        |  |  |  |  |
|                            |                            |                            |                            |                            |                            |                           |                           |                             |                             |                             |                             |                             |                             |                                 |                                 | Iwan Siemonowicz Drukart (1792–po 1842) | Iwan Siemonowicz Drukart (1792–po 1842) | Iwan Siemonowicz Drukart (1792–po 1842) | Iwan Siemonowicz Drukart (1792–po 1842) | Iwan Siemonowicz Drukart (1792–po 1842) | Iwan Siemonowicz Drukart (1792–po 1842) |                                |                                |                                |                                |                                |                                | Jewdokija Nikiforowa (przed 1805–po 1845) | Jewdokija Nikiforowa (przed 1805–po 1845) | Jewdokija Nikiforowa (przed 1805–po 1845) | Jewdokija Nikiforowa (przed 1805–po 1845) | Jewdokija Nikiforowa (przed 1805–po 1845) | Jewdokija Nikiforowa (przed 1805–po 1845) |                           |                           |                              |                              |                                   |                                   |                                   |                                   |                                   |                                   |                        |                        |                        |                        |                        |                        |  |  |  |  |
|                            |                            |                            |                            |                            |                            |                           |                           |                             |                             |                             |                             |                             |                             |                                 |                                 |                                         |                                         |                                         |                                         |                                         |                                         |                                |                                |                                |                                |                                |                                |                                           |                                           |                                           |                                           |                                           |                                           |                           |                           |                              |                              |                                   |                                   |                                   |                                   |                                   |                                   |                        |                        |                        |                        |                        |                        |  |  |  |  |
|                            |                            |                            |                            |                            |                            |                           |                           |                             |                             |                             |                             |                             |                             |                                 |                                 |                                         |                                         |                                         |                                         |                                         |                                         |                                |                                |                                |                                |                                |                                |                                           |                                           |                                           |                                           |                                           |                                           |                           |                           |                              |                              |                                   |                                   |                                   |                                   |                                   |                                   |                        |                        |                        |                        |                        |                        |  |  |  |  |
| Anastazja (ur. 11 XI 1815) | Anastazja (ur. 11 XI 1815) | Anastazja (ur. 11 XI 1815) | Anastazja (ur. 11 XI 1815) | Anastazja (ur. 11 XI 1815) | Anastazja (ur. 11 XI 1815) |                           |                           | Jelizawieta (ur. 21 V 1819) | Jelizawieta (ur. 21 V 1819) | Jelizawieta (ur. 21 V 1819) | Jelizawieta (ur. 21 V 1819) | Jelizawieta (ur. 21 V 1819) | Jelizawieta (ur. 21 V 1819) |                                 |                                 | Andriej Drukart                         | Andriej Drukart                         | Andriej Drukart                         | Andriej Drukart                         | Andriej Drukart                         | Andriej Drukart                         |                                |                                |                                |                                |                                |                                | Tatiana Nikołajewna                       | Tatiana Nikołajewna                       | Tatiana Nikołajewna                       | Tatiana Nikołajewna                       | Tatiana Nikołajewna                       | Tatiana Nikołajewna                       |                           |                           | Aleksandra (ur. 17 III 1825) | Aleksandra (ur. 17 III 1825) | Aleksandra (ur. 17 III 1825)      | Aleksandra (ur. 17 III 1825)      | Aleksandra (ur. 17 III 1825)      | Aleksandra (ur. 17 III 1825)      |                                   |                                   | Maria (ur. 4 III 1827) | Maria (ur. 4 III 1827) | Maria (ur. 4 III 1827) | Maria (ur. 4 III 1827) | Maria (ur. 4 III 1827) | Maria (ur. 4 III 1827) |  |  |  |  |
| Anastazja (ur. 11 XI 1815) | Anastazja (ur. 11 XI 1815) | Anastazja (ur. 11 XI 1815) | Anastazja (ur. 11 XI 1815) | Anastazja (ur. 11 XI 1815) | Anastazja (ur. 11 XI 1815) |                           |                           | Jelizawieta (ur. 21 V 1819) | Jelizawieta (ur. 21 V 1819) | Jelizawieta (ur. 21 V 1819) | Jelizawieta (ur. 21 V 1819) | Jelizawieta (ur. 21 V 1819) | Jelizawieta (ur. 21 V 1819) |                                 |                                 | Andriej Drukart                         | Andriej Drukart                         | Andriej Drukart                         | Andriej Drukart                         | Andriej Drukart                         | Andriej Drukart                         |                                |                                |                                |                                |                                |                                | Tatiana Nikołajewna                       | Tatiana Nikołajewna                       | Tatiana Nikołajewna                       | Tatiana Nikołajewna                       | Tatiana Nikołajewna                       | Tatiana Nikołajewna                       |                           |                           | Aleksandra (ur. 17 III 1825) | Aleksandra (ur. 17 III 1825) | Aleksandra (ur. 17 III 1825)      | Aleksandra (ur. 17 III 1825)      | Aleksandra (ur. 17 III 1825)      | Aleksandra (ur. 17 III 1825)      |                                   |                                   | Maria (ur. 4 III 1827) | Maria (ur. 4 III 1827) | Maria (ur. 4 III 1827) | Maria (ur. 4 III 1827) | Maria (ur. 4 III 1827) | Maria (ur. 4 III 1827) |  |  |  |  |
|                            |                            |                            |                            |                            |                            |                           |                           |                             |                             |                             |                             |                             |                             |                                 |                                 |                                         |                                         |                                         |                                         |                                         |                                         |                                |                                |                                |                                |                                |                                |                                           |                                           |                                           |                                           |                                           |                                           |                           |                           |                              |                              |                                   |                                   |                                   |                                   |                                   |                                   |                        |                        |                        |                        |                        |                        |  |  |  |  |
|                            |                            |                            |                            |                            |                            |                           |                           |                             |                             |                             |                             |                             |                             |                                 |                                 |                                         |                                         |                                         |                                         |                                         |                                         |                                |                                |                                |                                |                                |                                |                                           |                                           |                                           |                                           |                                           |                                           |                           |                           |                              |                              |                                   |                                   |                                   |                                   |                                   |                                   |                        |                        |                        |                        |                        |                        |  |  |  |  |
|                            |                            |                            |                            |                            |                            | Tatiana (ur. 14 XII 1863) | Tatiana (ur. 14 XII 1863) | Tatiana (ur. 14 XII 1863)   | Tatiana (ur. 14 XII 1863)   | Tatiana (ur. 14 XII 1863)   | Tatiana (ur. 14 XII 1863)   |                             |                             | Sofia (5 IX 1865–po 7 III 1896) | Sofia (5 IX 1865–po 7 III 1896) | Sofia (5 IX 1865–po 7 III 1896)         | Sofia (5 IX 1865–po 7 III 1896)         | Sofia (5 IX 1865–po 7 III 1896)         | Sofia (5 IX 1865–po 7 III 1896)         |                                         |                                         | Irina (3 V 1867 – 22 XII 1869) | Irina (3 V 1867 – 22 XII 1869) | Irina (3 V 1867 – 22 XII 1869) | Irina (3 V 1867 – 22 XII 1869) | Irina (3 V 1867 – 22 XII 1869) | Irina (3 V 1867 – 22 XII 1869) |                                           |                                           | Griegorij (ur. 7 IV 1868)                 | Griegorij (ur. 7 IV 1868)                 | Griegorij (ur. 7 IV 1868)                 | Griegorij (ur. 7 IV 1868)                 | Griegorij (ur. 7 IV 1868) | Griegorij (ur. 7 IV 1868) |                              |                              | Lidia (23 III 1872–po 7 III 1896) | Lidia (23 III 1872–po 7 III 1896) | Lidia (23 III 1872–po 7 III 1896) | Lidia (23 III 1872–po 7 III 1896) | Lidia (23 III 1872–po 7 III 1896) | Lidia (23 III 1872–po 7 III 1896) |                        |                        |                        |                        |                        |                        |  |  |  |  |

## Odznaczenia i nagrody
Andriej Drukart był kawalerem dwóch orderów: Świętego Stanisława i Świętej Anny. Chronologicznie otrzymywał następujące ich wersje:
- Order Świętego Stanisława

1. III klasa – 7 czerwca 1857 roku,
2. II klasa – 18 maja 1862 roku
3. II klasa z koroną – 1 stycznia 1865 roku.

- Order Świętej Anny

1. II klasy – 25 października 1865 roku,
2. II klasy z koroną – 28 sierpnia 1870 roku.

W trakcie swojej służby otrzymywał również nagrody finansowe: dwa razy po 1000 rubli przyznane na Nowy Rok 1865 i 1866, pojedynczą sumę 3000 rubli przyznaną 26 kwietnia 1868 roku oraz piętnastoprocentowy dodatek za pięcioletni staż służby w Królestwie Polski przyznany 8 października 1871 roku.